# Atletica leggera ai Giochi olimpici intermedi - Lancio del disco stile greco
Ai Giochi olimpici intermedi di Atene 21 atleti parteciparono alla gara di lancio del disco in stile greco. La prova si tenne il 1º maggio nello Stadio Panathinaiko. Non ci furono qualificazioni: si disputò direttamente la finale.

## Finale
Gli atleti gareggiano su una pedana di legno rialzata ed inclinata in avanti. Lo stile è quello adottato ad Atene 1896: i piedi rimangono ben saldi a terra, l'unico movimento ammesso è la rotazione del busto. Si ritiene che questo fosse lo stile in uso ai tempi dell'antica Grecia.
| Pos     | Paese     | Atleta              | Età | Misura  |
| ------- | --------- | ------------------- | --- | ------- |
| Oro     | Finlandia | Verner Järvinen     | 36  | 37,17 m |
| Argento | Grecia    | Nikolaos Georgantas | 26  | 32,80 m |
| Bronzo  | Ungheria  | István Mudin        | 25  | 31,91 m |